# Musée d'art moderne Aldrich
 (octobre 2020).
Si vous disposez d'ouvrages ou d'articles de référence ou si vous connaissez des sites web de qualité traitant du thème abordé ici, merci de compléter l'article en donnant les références utiles à sa vérifiabilité et en les liant à la section « Notes et références ».
Pour les articles homonymes, voir Musée des beaux-arts.
Le Musée d'art moderne Aldrich est un musée d'art contemporain situé à Ridgefield au Connecticut aux États-Unis. Le musée Aldrich n'a aucune collection permanente et est le seul musée du Connecticut dédié uniquement aux expositions d'art contemporain. Le musée présente les premières expositions muséales individuelles d'artistes émergents, des expositions importantes d'artistes établis et d'artistes montants dont le travail n'est pas assez reconnu, des expositions de groupe thématiques explorant des sujets liés à l'art contemporain et à la société, et des œuvres nouvellement commandées.

## Histoire
Le Aldrich est fondé en novembre 1964 par Larry Aldrich (en) dans le but d'être un des premiers musées d'art véritablement contemporain aux États-Unis. Grâce à l'argent qu'il recueille en vendant sa propre collection d'art (qui comprenait des œuvres entre autres de Picasso, de Miró, de Marc Chagall et de Paul Klee), Larry Aldrich achète une ancienne église du XVIIIe siècle et un magasin général connu sous le nom de « Old Hundred » et les convertit en musée.
Ce musée est à l'origine situé dans le bâtiment historique « Old Hundred » sur la Main Street de Ridgefield, construit en 1783 par Joshua King et James Dole, deux lieutenants de la guerre d'indépendance. Au cours de son histoire, le bâtiment a servi d'épicerie, de quincaillerie, de résidence et d'église, avant d'abriter aujourd'hui les bureaux administratif du musée.
Le musée, dont le conseil d'administration original comprenait Alfred Barr, Joseph Hirshhorn, Philip Johnson et Vera List et renommé Musée d'art contemporain Aldrich en 1967. Afin de mieux se concentrer sur sa mission fondatrice d'exposer uniquement l'art le plus récent, le conseil du musée vote prend la décision en 1981 de retirer la collection permanente du musée.
Larry Aldrich reste actif et s'implique dans le musée jusqu'à sa mort en 2001, peu de temps avant que le conseil d'administration, avec leur président émérite d'alors, vote pour procéder à une rénovation et une expansion majeures. L'inauguration a lieu en avril 2003, et les galeries rouvrent au public en juin 2004 sous un nouveau nom : Musée d'art moderne Aldrich. Le nouveau bâtiment est conçu par l'architecte Charles Mark Hay, directeur de Tappé Associates à Boston, et se base sur une abstraction de l'architecture traditionnelle de la Nouvelle-Angleterre. L'établissement reçoit un prix pour son design de l'American Institute of Architects.

## Exposition
Le musée Aldrich présente des œuvres d'artiste nationaux et internationaux émergents et en milieu de carrière. Larry Aldrich déclare dans une interview en 1986 : « Presque tous les artistes américains bien connus auxquels vous pouvez penser ont été vus ici au début de leur carrière. Parmi eux : Jasper Johns, Robert Rauschenberg, Frank Stella et Cy Twombly ». Les autres noms bien connus comprennent : Eva Hesse, Ann Hamilton, Robert Smithson, Jack Whitten, Olafur Eliasson, Huma Bhabha, Kaws, Mark Dion et Shazia Sikander.
Les expositions récentes notables sont Material Witness, Five Decades of Art de Harmony Hammond (2019), The Domestic Plane: New Perspecitves on Tabletop Art Objects et A Roll in the Way de Kate Gilmore (2018 et 2014), Six Story Gathering Boxes de Mary Beth Edelson (2014), Underscore de Xaviera Simmons (2013), la première exposition solo de Kaws (2010), 50,000 Beds: A Project de Chris Doyle (2007), Velimir Chlebnikov d'Anselm Kiefer (2006), No Reservations: Native American History and Culture in Contemporary Art et Cameras de Tom Sachs (2007 et 2009) et Under the Westside Highway de Rackstraw Downes (2010).
En 2011, le Aldrich met en œuvre une nouvelle stratégie de programmation de changements d'exposition semestriels dans laquelle les expositions individuelles et collectives sont réunies sous des thèmes communs qui relient leur contenu. Les séries d'expositions thématiques récentes comprennent Art du Portrait et Collaboration en 2011 et Trouvé en 2012.

## Éducation
Le musée Aldrich propose de nombreux programmes éducatifs pour adultes, adolescents, enfants et familles. Selon son site web, les programmes et le matériel sont conçus « pour aider les gens à penser dans de nouvelles directions en se concentrant sur le processus d'examen et d'analyse de l'art contemporain avec l'espoir que ces compétences se traduiront dans la vie quotidienne de nos visiteurs ».
En 1993, l'ancien directeur Harry Philbrick, alors directeur de l'éducation, lance un programme de doctorat au musée Aldrich, actuellement interrompu. Des étudiants doctorants des écoles locales sont formés pour guider leurs camarades de classe à travers les galeries tout en discutant de l'art contemporain et de concepts tels que la structure, le contenu, la forme, le symbolisme, l'abstraction et la métaphore. Les étudiants peuvent également voir le processus d'installation des expositions et rencontrer les artistes. Dans une interview accordée au New York Times, Harry Philbrick déclare : « Cela commence à les amener à réfléchir de manière critique au processus - faire une œuvre d'art et déployer une exposition. Ils savent qu'il y a un véritable être humain vivant qui fait ces choses et peuvent raconter ce qu'ils apprennent d'une œuvre d'art ». Le programme a été adopté par plusieurs musées à travers les États-Unis.

## Directeurs
- Dorothy Mayhall
- Carlus Dyer
- Ruth Dyer
- Ellen O'Donnell Rankin
- Barry Rosenberg
- Jill Snyder
- Harry Philbrick
- Alyson Baker
- Cybele Maylone

## Membres notables du conseil d'administration
- Alfred Barr
- Joseph Hirshhorn
- Philip Johnson
- Vera List
- Ruby Lerner
- Michael Job